# Огневое поражение
Огневое поражение — уничтожение/подавление цели огнём какого-либо вооружения, либо с помощью ракетно-бомбового или артиллерийского удара. 
При ведении наступательных действий огневое поражение противника проводится во всей полосе наступления и на всю глубину боевой задачи наступающего соединения. Как правило, оно организуется поэтапно в виде:
- огневого обеспечения выдвижения дружественных войск из глубины;
- огневой подготовки атаки;
- огневой поддержки атаки;
- огневого сопровождения продвижения войск в глубину.

В обороне для этих же целей разворачивается комплексная система огневого поражения противника, которая состоит из подготовленных огневых ударов ракетных войск, артиллерии и авиации, дополняющих систему огня в обороне. В оборонительных действиях огневое поражение врага может также реализовываться в виде контрподготовки, воспрещения развёртывания частей противника, поддержкой обороняющихся войск и так далее.